# Основные законы человеческой глупости
Основные законы человеческой глупости (The Basic Laws of Human Stupidity) — название концепции, эссе и одноимённой книги итальянского учёного и историка экономики Карла Чиполлы, автора более 20 книг, переведённых на 15 языков.
Чиполла предложил двумерную диаграмму характеристики поведения индивидуумов в социуме, получившую широкую известность. Диаграмма разбита на четыре части: умные люди, действия которых полезны и обществу, и человеку; наивные люди, действия которых полезны обществу, но самим наивным людям доставляют неприятности; бандиты, чьи действия приносят вред обществу, но приносят пользу самим бандитам; глупцы, которые вредят и себе, и людям.

## История
Впервые эссе Чиполлы было опубликовано в 1976 году. Позже книга многократно переиздавалась в разных странах.
Книга входит в рейтинг бестселлеров Amazon в категориях «Книги» (108, 183 место), «Маркетинг и поведение потребителей» (116 место), «Деловой и профессиональный юмор» (101 место), «Экономическая история» (234 место).
Нассим Талеб, автор книг «Черный лебедь» и «Антихрупкость», написал о книге Карла Чиполлы: «Может быть, это мать-природа (или бог, если вы в него верите) желает замедлить скорость прогресса, притормозить расширение бизнеса вашего работодателя, не допустить экспоненциального роста ВВП, чтобы экономика не перегревалась? Может быть, для этого был создан глупец, который действует и против собственного, и против общественного интереса?».

## Содержание
В своей работе, написанной в весьма саркастичной манере, Чиполла, преподававший историю экономики в Калифорнийском университете в Беркли, предложил модель, позволяющую обнаруживать, распознавать и нейтрализовать угрозу, исходящую от человеческой глупости.
Основные законы человеческой глупости их автор сформулировал так:
1. Всегда и везде люди неизбежно преуменьшают количество глупцов, имеющихся в обращении.
2. Вероятность того, что тот или иной человек окажется глуп, не зависит ни от какой другой характеристики этого человека.
3. Глупый человек — это такой человек, который наносит вред другому человеку или группе людей, сам не получая при этом никакой выгоды и даже, возможно, неся убытки.
4. Неглупые люди всегда недооценивают вредоносную силу глупых людей. В частности, неглупые люди постоянно забывают о том, что всегда и везде и при любых обстоятельствах попытки иметь дело и/или связываться с глупыми людьми неизбежно плохо кончаются и дорого обходятся.
5. Глупый человек — самый опасный из всех типов людей.